# 태즈메이니아데빌
태즈메이니아데빌 또는 태즈메이니아주머니너구리는 유대류의 주머니고양이목의 동물로, 태즈메이니아산 주머니곰이라고도 한다. 털 색은 보통 검은색 또는 암흑다색 바탕이며, 앞가슴에 흰색 달모양 무늬가 있으며, 목・어깨 등에 작은 흰색 무늬가 있다. 기분 나쁜 울음소리 때문에 "데빌"(악마)라는 이름이 붙었다.

## 분포 지역
오스트레일리아 태즈메이니아섬에 분포하며, 전반적으로는 북동부에 많이 서식하며 건조한 숲과 나무가 많은 곳을 좋아한다. 가끔씩 도로 주변에서도 발견된다.

## 생김새
태즈매이니아데빌은 570~ 652mm이고 무게는 6~8kg 정도이다. 유대목 중 가장 큰 육식동물로 평균적으로 수컷 태즈매이니아데빌이 암컷보다 크기가 크다. 데빌의 앞가슴에는 흰색 달 모양 무늬가 있는데 16퍼센트의 테즈매이니아데빌은 흰색 달 모양 무늬를 가지고 있지 않다. 태즈매이니아데빌은 42개의 이빨을 가지고 있다. 태즈매이니아데빌의 얼굴에는 긴 수염이 있다.

## 먹이
가재, 게, 물고기, 개구리, 뱀, 도마뱀, 곤충, 쥐, 주머니쥐, 왈라비, 웜뱃, 양, 닭 등을 먹는다. 한 번에 자기 몸무게의 절반에 해당하는 먹이를 섭취할 정도로 식성이 좋다. 그리고 새끼 캥거루를 먹을 수 있다.

## 성격
태즈매이니아데빌은 야행성 동물이다. 태즈매이니아데빌은 햇빛 아래에서 쉬는 걸 좋아한다. 또, 3~4개의 동굴을 규칙적으로 이용한다. 태즈매이니아데빌은 얼굴에 비해 수줍은 동물이며 서로 같이 다니지 않는다. 대신, 자신의 시간을 혼자 보낸다.

## 생식
태즈매이니아데빌의 임신기는 21일이다. 암컷은 한번에 20~30마리의 새끼를 낳는다. 새끼의 무게는 0.18~0.24g이다. 갓 태어난 새끼의 몸은 연분홍색이고 귀를 가지고 있지 않다. 새끼들은 엄마의 주머니 안에서 빨리 자란다. 주머니에서 나오면 3달동안 동굴 안에서 지낸다. 태즈매이니아데빌은 마음에 드는 암컷을 발견하면 우선 다가가서 지칠 때까지 싸운 다음 암컷이 항복하거나 지쳐 쓰러질 때까지 공격하고 자기 굴로 데려가 번식한다.

## 수명
태즈매이니아데빌은 6~7년 살 수 있다. 보통 암컷이 수컷보다 오래 산다. 수컷도 임신을 할 수 있기도 하다.

## 숫자
2021년 6월 16일 기준으로 태즈매이니아데빌의 수는 약 25000마리이다. 그리고, 데빌의 수는 1990년대 보다 80퍼센트가 줄었다.